# Susan Narucki
Susan Narucki est une soprano américaine née le 9 mars 1957. Elle est spécialiste de la musique contemporaine.

## Biographie
Après des études au conservatoire de San Francisco, Susan Narucki fait ses débuts en 1986 au festival de musique d'Ojai en Californie, sous la direction de Kent Nagano.
Elle est une interprète des œuvres pour voix de Charles Ives, Elliott Carter et d'autres compositeurs contemporains.
Elle a enregistré plusieurs œuvres de musique classique contemporaine. En 1994, elle interprète To Be Sung de Pascal Dusapin avec l'Ensemble Modern sous la direction d'Olivier Dejours, et De Materie de Louis Andriessen avec le Schönberg Ensemble et l'Asko Ensemble dirigés par Reinbert de Leeuw. Elle chante Lonely Child de Claude Vivier avec le Schönberg Ensemble, Asko Ensemble, dirigés par Reinbert de Leeuw, en 1995, et Trois poésies de la lyrique japonaise d'Igor Stravinsky avec Robert Craft et le Twentieth Century Classics Ensemble en 1997. Elle chante dans Star-Child de George Crumb avec l'orchestre et chœur philharmonique de Varsovie dirigé par Thomas Conlin en 1999,.
Elle participe à l'opéra Writing to Vermeer de Louis Andriessen avec le Schönberg Ensemble et l'Asko Ensemble dirigés par Reinbert de Leeuw en 2004.
Elle a commandé aux compositeurs Hebert Vásquez, Arlene Sierra, Lei Liang et Hilda Paredes un opéra de chambre sur un texte de Jorge Volpi, Cuatro Corridos, créé en 2013, et à Lei Liang l'opéra de chambre Inheritance (2018).
Fin 2019, elle est nommée au Grammy du meilleur album vocal soliste classique pour The Edge Of Silence de György Kurtág
Elle enseigne à l'Université de Californie à San Diego.

## Récompenses et distinctions
- Grammy Awards 2001 : nomination à la meilleure performance vocale classique pour Carter: Tempo E Tempi[13]
- Grammy Awards 2020 : nomination au meilleur album vocal soliste classique pour The Edge Of Silence - Works For Voice By György Kurtág[13]